# Le Pavé de Roubaix 2016
De veertiende editie van de wielerwedstrijd Le Pavé de Roubaix werd gehouden op 10 april 2016. De start was in Saint-Amand-les-Eaux, de finish in Roubaix. De wedstrijd maakte deel uit van de UCI Juniors Nations' Cup 2016, in de categorie 1.Ncup. In 2015 won de Nederlander Bram Welten. Deze editie werd gewonnen door zijn landgenoot Jarno Mobach.

## Uitslag
| Plaats  | Naam                      | Tijd     |
| ------- | ------------------------- | -------- |
| Winnaar | Jarno Mobach              | 2u50'57" |
| 2       | Nils Eekhoff              | + 4"     |
| 3       | Tanguy Turgis             | z.t.     |
| 4       | Andreas Kron              | z.t.     |
| 5       | Jasper Philipsen          | z.t.     |
| 6       | Marc Hirschi              | z.t.     |
| 7       | Brent Van Moer            | + 33"    |
| 8       | Ludvik Holstad            | z.t.     |
| 9       | Stefan Bissegger          | z.t.     |
| 10      | Håkon Aalrust             | z.t.     |
| 11      | Joe Nally                 | z.t.     |
| 12      | Florentin Lecamus-Lambert | z.t.     |
| 13      | Tadej Pogačar             | z.t.     |
| 14      | Wesley Vercamst           | z.t.     |
| 15      | Frederik Madsen           | z.t.     |
| 16      | Jordi Meeus               | z.t.     |
| 17      | Clément Bétouigt-Suire    | z.t.     |
| 18      | Felix Gall                | z.t.     |
| 19      | Mathias Larsen            | z.t.     |
| 20      | Jacob Eriksson            | z.t.     |

2003 · 2004 · 2005 · 2006 · 2007 · 2008 · 2009 · 2010 · 2011 · 2012 · 2013 · 2014 · 2015 · 2016 · 2017 · 2018 · 2019 · 2020 · 2021 · 2022 · 2023 · 2024